# Đuba
Đuba (wł. Giubba) – wieś w Chorwacji, w żupanii istryjskiej, w mieście Umag. W 2011 roku liczyła 115 mieszkańców.